# Johnny Frank Garrett
Johnny Frank Garrett (24 de dezembro de 1963 – 11 de fevereiro de 1992) foi um norte-americano executado no Texas, em 2 de novembro de 1992, por suposta autoria do homicídio e violação de Sister Tadea Benz, em 31 de Outubro de 1981. O seu caso, muito debatido em 1992, tornou-se famoso também pelo facto de, à data do crime, Johnny ter 17 anos (ser menor). Até ao final, Johnny declarou-se sempre inocente; trata-se de um caso no qual ocorreram falhas comprovação da autoria, por exemplo, a perícia descartou amostra de esperma colhido na vítima.
Em seguimento de um pedido do Papa Joao Paulo II, a Governadora do Estado do Texas ainda lhe concedeu um pequeno adiamento de 30 dias, mas depois a decisao final da Suprema Corte acabou por resultar na sua execucao, tendo sido efectuada pelo metodo da injeção letal.
Em 2005, as execuções de menores foram declaradas inconstitucionais pelo Supremo Tribunal Federal dos Estados Unidos. Em 2002, também as execuções de doentes mentais nos Estados Unidos da América foram declaradas inconstitucionais.